# 下化乡
下化乡，是中华人民共和国山西省运城市河津市下辖的一个乡镇级行政单位。

## 行政区划
下化乡下辖以下地区：
陈家岭村、上化村、周家湾村、老窑头村、杜家湾村、南桑峪村、上岭村、半坡村和下院村。